# NGC 4644
NGC 4644 (другие обозначения — NGC 4644A, UGC 7887, MCG 9-21-30, ZWG 270.14, KCPG 352A, PGC 42708) — галактика в созвездии Большая Медведица.
Этот объект занесён в новый общий каталог несколько раз, с обозначениями NGC 4644, NGC 4644A.
Этот объект входит в число перечисленных в оригинальной редакции «Нового общего каталога».
В галактике вспыхнула сверхновая SN 2007cm типа IIn, её пиковая видимая звездная величина составила 16,1.